# Пономарёв, Егор Терентьевич
Егор Терентьевич Пономарёв (род. 27 мая 1991) — российский борец вольного стиля, чемпион и призёр чемпионатов России, победитель и призёр всероссийских и международных турниров, мастер спорта России международного класса. Выступает в весовой категории до 61 кг. Наставником Пономарёва является В. Н. Кириллин. Пономарёв живёт в Якутске и представляет местный клуб ЦСКА. С 2014 года является членом сборной команды России по борьбе.

## Спортивные результаты
- Мемориал Дмитрия Коркина 2013 года — ;
- Турнир Степана Саргсяна 2014 года — ;
- Мемориал Дмитрия Коркина 2014 года — ;
- Кубок Европейских наций «Московские огни» 2014 года — ;
- Чемпионат России по вольной борьбе 2014 года — ;
- Гран-при Ивана Ярыгина 2015 года — ;
- Чемпионат России по вольной борьбе 2016 года — ;
- Турнир на призы Александра Медведя 2016 года — ;
- Мемориал Дмитрия Коркина 2016 года — ;
- Мемориал Дмитрия Коркина 2017 года — ;
- Мемориал Д. А. Кунаева 2017 года — ;